# 上願
上願（じょうがん）は、南朝梁のときに鄱陽郡で起兵した鮮于琛が使用した元号。535年。

## 西暦との対照表
| 上願 | 元年  |
| 西暦 | 535年 |
| 干支 | 乙卯  |